# Дюзедау
Дюзедау (нем. Düsedau) — община в Германии, в земле Саксония-Анхальт.
Входит в состав района Штендаль. Подчиняется управлению Остербург. Население составляет 353 человека (на 31 декабря 2006 года). Занимает площадь 12,82 км².